# Brekovica
Brekovica es un pueblo ubicado en el municipio de Bihać, en el cantón de Una-Sana, Bosnia y Herzegovina.

## Superficie
Posee una superficie de 11,92 kilómetros cuadrados.

## Demografía
Hasta 2013 la población era de 1618 habitantes, con una densidad de población de 135,7 habitantes por kilómetro cuadrado.